# Šopron
Sopron (nem. Ödenburg) je mesto z županijskimi pravicami na Madžarskem, z okoli 55.000 prebivalci, ki upravno spada v podregijo Sopron–Fertőd Županije Győr-Moson-Sopron. S plebiscitom je v začetku 20. let 20. stoletja ostal na Madžarskem in ni bil priključen Avstriji, kar bi po Trianonski pogodbi moral biti, tako kot večina ozemlja Gradiščanske, ki je s tem izgubila svoje naravno središče. Madžarska meja se »zajeda« vanjo južno od Nežiderskega jezera in deli Gradiščansko na dva skoraj nepovezana dela.  
V Sopronu ima sedež Zahodnomadžarska univerza (Nyugat-magyarországi Egyetem; NYME) 
Ima Stadion Városi (5.200), sedež MFC Sopron.